# Celloconcertino (Prokofjev)
Celloconcertino in g mineur, opus 132 is een werk van de Russische componist Sergej Prokofjev dat na zijn dood voltooid werd door de meestercellist Mstislav Rostropovitsj en de componist Dmitri Kabalevski.
Het werk bestaat uit drie delen:
1. Andante mosso
2. Andante
3. Allegretto

In de laatste jaren voor zijn dood ging de gezondheid van Prokofjev met rasse schreden achteruit. Met de steun van Rostropovitsj wist hij nog een Cellosonate te schrijven en het eerdere Celloconcert, opus 58 geheel te herschrijven tot het Sinfonia Concertante. Prokofjev wist zich ondanks zijn slechte gezondheid te verzetten om aan een nieuw celloconcert te beginnen, het Celloconcertino. Het lukte hem echter niet om het werk vóór zijn dood te voltooien.
Met behulp van schetsen en aantekeningen van Prokofjev hebben Rostropovitsj en Kabalevski het concertino voltooid. 
Het werk heeft een duur van ongeveer 20 minuten.